# پاول پیکرنی
پاول پیکرنی (انگلیسی: Paul Picerni؛ ۱ دسامبر ۱۹۲۲ – ۱۲ ژانویهٔ ۲۰۱۱) یک هنرپیشه اهل ایالات متحده آمریکا بود.
از فیلم‌ها یا برنامه‌های تلویزیونی که وی در آن نقش داشته است می‌توان به فرودگاه، کچ، چه!، دوازده ساعت پرواز، ورای ماجرای پوسیدون اشاره کرد.